# مفهوم (فلسفه زبان)
مفهوم (به انگلیسی: Intension) یا زبان معنایی (به انگلیسی: intensional language) در زبان‌شناسی، منطق، فلسفه و دیگر رشته‌ها معادل هر عَرَضِ خاص (خاصیت) یا کیفیتی است که به شکل ضمنی توسط یک کلمه، عبارت یا هر نماد دیگری به ذهن متبادر می‌شود. در مورد کلمه، تعریف آن کلمه اغلب متضمن یک اینتنژن است. برای مثال، اینتنژن کلمهٔ 'گیاه' شامل خواصی مانند «تشکیل شده از سلولز» و «زنده» و «اندامگان» و غیره است. درک مطلب مجموعهٔ کلیهٔ چنین اینتنژنی است.
معنای یک کلمه را می‌توان به عنوان پیوند میان «ایده‌ای که کلمه بیانگر آن است» و «شکل فیزیکی کلمه» دانست. فردینان دو سوسور (۱۸۵۷–۱۹۱۳) زبانشناس سوئیسی، سه نوع مفهوم را از هم تفکیک می‌کند:
1. دالّ (دلالت کننده) – «تصور صوتی» یا رشته‌ای از حروف روی یک صفحه که بیننده آن را به عنوان شکلی از یک نشانه (نماد) شناسایی می‌کند.
2. مدلول (دلالت شده) – معنا، مفهوم یا ایدهای که یک نشانه (نماد) بیان یا تداعی می‌کند.
3. مرجع - چیز یا مجموعه‌ای از چیزهای واقعی که یک نشانه به آن‌ها اشاره دارد. بنگرید به: نشانه‌های دوگانه و مرجع (معناشناسی).

بدون وجود نوعی اینتنژن، کلمه بی‌معناست. برای مثال، اصطلاح 'rantans' یا شعر 'brillig' هیچ معنای ضمنی و از این رو هیچ معنایی ندارند. ممکن است چنین اصطلاحاتی حامل پیام باشند، اما یک اصطلاح می‌تواند پیامی حمل کند، بدون اینکه معنی‌دار باشد. به عنوان مثال 'ran tan' یک نام‌آوای کهن است که برای ایجاد سر و صدا یا همهمه استفاده می‌شود و می‌تواند به فرد انگلیسی‌زبان پیام سر و صدا یا صدای بی‌معنا را منتقل کند و شعر 'brillig' که توسط لوئیس کارول سروده شده، می‌تواند پیام 'عالی' یا 'سردی' را منتقل نماید. چنین اصطلاحاتی همیشه «ضمنی» هستند، زیرا خصوصیت «بی‌معنایی» را منتقل می‌کنند (هر چند شاید اشکال شود که این نتیجه‌گیری با این سخن که کلمات بدون اینتنژن بی‌معنا هستند تناقض دارد).
اینتنژن در نظام سوسوری، معادل «مدلول» است و معنای صریح (مصداقی) معادل «مرجع».
در مباحثات فلسفی میان دوگانه‌انگاری و یگانه‌انگاری نیز مطرح شده‌است که «اندیشه‌ها» اینتنژن دارند اما «اشیاء خارجی» فاقد چنین معنایی هستند (S. E. Palmer, 1999) اما در عوض دارای امتداد در فضا و زمان هستند.